# Halterofilia en los Juegos Olímpicos de Los Ángeles 2028
La halterofilia en los Juegos Olímpicos de Los Ángeles 2028 se realizará en el Peacock Theater de Los Ángeles en julio de 2028.